# ジョン・スターク
ジョン・スターク（英:John Stark、1728年8月28日-1822年5月8日）は、アメリカ独立戦争のときに大陸軍に仕えた将軍である。1777年のベニントンの戦いで称賛すべき働きをしたことで「ベニントンの英雄」として広く知られるようになった。モリー・スタークと結婚した。

## フレンチ・インディアン戦争
スタークはフレンチ・インディアン戦争のときに、ロバート・ロジャーズ少佐の下で少尉として入隊した。勇敢なロジャーズ・レンジャーズの一員として、貴重な戦闘体験をし、アメリカ植民地の北部辺境に関する知識を得た。
ジェフリー・アマースト将軍がケベックの征服を期待してロジャーズ・レンジャーズにジョージ湖からケベックの奥深くセントフランシスのアベナキ族の集落への遠征を命じた。レンジャーズは北に向かいインディアンの集落を攻撃した。スタークはレンジャーズの中隊全てを統括する副指令となっていたが、インディアンの里親がそこに住んでいることに対する敬意を払って攻撃隊に同道することを拒否した。スタークは前年に結婚した妻の待つニューハンプシャーに戻った。
戦争が終わると、スタークは大尉として退役し、デリーフィールド（現在のマンチェスター）に戻った。

## アメリカ独立戦争

### バンカーヒル
1775年4月19日、レキシントン・コンコードの戦いでアメリカ独立戦争の始まりを告げたときに、スタークは軍務に復帰した。4月23日、スタークはニューハンプシャー民兵隊の大佐に任官され、第1ニューハンプシャー連隊の指揮官を任され、ジェイムズ・リードの第3ニューハンプシャー連隊と共にボストン郊外に向かった。スタークはその兵士達を招集すると直ぐにボストンの南に渡ってそこを封鎖する反乱軍（後の大陸軍）を支援した。作戦本部はメドフォードで差し押さえたアイザック・ロイヤル・ハウスに定めた。
6月16日、反乱軍はケンブリッジとロクスベリーにあったその陣地に対してイギリス軍による先制攻撃を恐れ、ドーチェスター高地、バンカーヒル、ブリーヅヒルなどボストン市を取り囲む高地を占領することに決めた。これらの陣地を保持しておれば、反乱軍はイギリス軍の上陸に対抗できた。当時のボストンはほとんど島と言ってよく、そこに駐屯するイギリス軍は周辺の攻撃に行くために海を渡る必要があった。これらの高地には大砲を据えて港を封鎖するイギリス海軍の艦船に脅威を与えるために使うこともできた。ただし、この時の反乱軍には使える大砲が無かった。したがって16日の夜に反乱軍は高地の陣地に移動して塹壕を掘り始めた。
17日の夜明けが近付いた頃に、イギリス海軍の大砲24門搭載スループ・オブ・ウォー、HMSライブリーの歩哨が反乱軍の動きに気付き、反乱軍と工作中の防御設備に砲撃を開始した。このことでイギリス海軍提督の注意を引き、ライブリーが何に向かって砲撃しているか知ろうとした。それに続いてイギリス海軍の戦隊全てが砲撃を開始した。夜が明けるとイギリス軍はブリーヅヒルに急ごしらえの防御工作物ができていることをはっきりと見ることができ、トマス・ゲイジ将軍は防御工作物が完成する前に反乱軍を追い出す必要があると理解した。ゲイジはウィリアム・ハウ少将に部隊を上陸させる準備をするよう命じた。かくしてバンカーヒルの戦いが始まった。大陸軍のウィリアム・プレスコット大佐が数百の訓練も積まれていないアメリカ人民兵隊だけで最初の激しい砲撃に対して丘を死守した。プレスコットは武器も勢力でも遥かに劣勢であることが分かったので、援軍を頼む必死の伝令を送った。
スタークとリードはニューハンプシャーの民兵隊を率い、プレスコットの要請があってから間もなく戦場に到着した。イギリス海軍のライブリーはチャールズタウンと反乱軍の陣地を繋ぐ細い帯状の地帯であるチャールズタウン・ネックに向けて、正確な砲撃を雨のように降り注がせ始めていた。チャールズタウンの側では、他の連隊に所属する幾つかの中隊が、砲撃の射程内に行軍することを恐れ、隊伍を乱してうろつき回っていた。スタークは兵士達に落ち着くように命じ、静かに行軍して一人の被害も出させずにプレスコットの守る陣地に進ませた。
ニューハンプシャー民兵隊が到着すると、プレスコット大佐は感謝して、スタークが適当と考える位置に兵士を配することを認めた。スタークは地形を調べて直ぐに、イギリス軍がブリーヅヒルの左下方にあるミスティック川の岸に上陸して反乱軍の側面を衝こうとするであろうことが見えた。スタークはミスティック河岸と丘の間の低地に部隊兵を移動させ、2本のレールでできた塀に藁や草を詰めて補強するよう命じた。また防御線にある別の隙間にも気付いて弟のウィリアム・スタークの中隊からナサニエル・ハッチンス中尉などに付いてくるよう命じ、ミスティック川縁に至る高さ9フィート (3 m) の堤を降った。彼らは間に合わせの防御線を構築する為に幅12フィート (4 m) の海岸を横切る岩の堤を作り上げた。この急ごしらえの工作物を造った後で、スタークは壁の背後で3列に兵士を配置した。ロイヤル・ウェルシュ・フュージリアーズ連隊を含むイギリス軍の大きな分遣隊が先鋒として工作物に向かって前進した。民兵達は身をかがめたまま待機し、前進してくるイギリス軍がすぐそこまで迫ってから立ち上がって発砲した。彼らは激しい、また期せずしての一斉射撃を擲弾兵の前面に直接放ったことになり、瞬く間に90名の兵士を殺してその前進を止めた。フュージリア連隊は恐怖に憑かれて後退した。次にイギリス軍歩兵部隊が戦友の死体を乗り越えてスタークの防御線に向けて突撃を掛けた。この攻撃も民兵隊の圧倒的一斉射撃によって大きな被害を出した。3度目の攻撃も同じように撃退され、イギリス軍の損失が積み重ねられた。イギリス軍士官達は兵士達をその上陸点から撤退させ、大砲の支援が得られる別の地点で上陸することにした。
この戦闘の後半で反乱軍は丘の上からの撤退を強いられたときに、スタークはそのニューハンプシャー連隊に、撤退するプレスコット大佐の部隊を援護するよう命じた。ニューハンプシャー連隊のその日の死者は後にメドフォードのセイラム通り埋葬地に埋められた。
この日、イギリス軍は最終的に丘を占領したものの、その損失は甚だしいものであり、特に士官を多く失った。この戦闘から2週間後にジョージ・ワシントン将軍が到着し、包囲戦は手詰まりのまま翌1776年3月まで続いた。このとき、タイコンデロガ砦で捕獲した大砲を夜の間の巧みな操作でドーチェスター高地に据えた。この大砲を据えたことでボストン港に浮かぶイギリス艦隊にとって脅威となり、ハウ将軍はボストンから守備部隊を引き上げざるを得なくなり、ノバスコシアのハリファックスまで海路移動することになった。

### ベニントンとその後

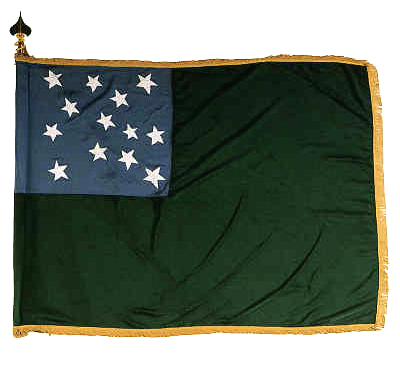
グリーン・マウンテン・ボーイズと共にスタークが使った歩兵隊旗

4ヵ月後、スタークはニューハンプシャー民兵隊の准将に任官された。スタークは大陸軍指導部に対して責任が取れないような厳格な条件で受け入れた。その任官を受けてから間もなく、フィリップ・スカイラー少将からニューハンプシャーのチャールズタウンを出発し、ニューヨークのサラトガにいる大陸軍を支援するよう命令を受けた。スタークはこの命令を拒否してその代わりに、ベニントンでドイツ人傭兵隊（ヘシアン）と対戦するようその部隊を導いた。スタークはヘシアンとの戦い前に、「あそこに敵の赤服と王党派がいる。やつらは我々のものだ。さもなくばモーリー・スターク（スタークの妻）は今夜やもめで眠ることになる」と叫んで、兵士達に死ぬまで戦うよう鼓舞した。
スタークの部隊はバーモントの民兵隊であるグリーン・マウンテン・ボーイズを率いるセス・ワーナーからの支援もあって、そこのヘシアンを壊走させ、イギリス軍ジョン・バーゴイン将軍の物資補給の企てを防いだ。スタークの行動は、数ヵ月後のサラトガの戦いでバーゴインの北部軍が降伏することに直接貢献することになった。このサラトガの戦いは、イギリス軍にとって最初の大敗であり、フランスをしてアメリカが軍事的援助をする価値のあるものと判断させたことで、独立戦争の転換点と見られている。サラトガの戦いの間、最初の戦闘であるフリーマン農場の戦いの後で、スターク将軍の旅団がスタークス・ノブの陣地に移動して、ジョン・バーゴインの軍隊のジョージ湖やシャンプレーン湖への撤退路を遮断した。
イギリス軍のスパイ、ジョン・アンドレがその諜報活動とベネディクト・アーノルドのウェストポイント砦をイギリス軍に渡す陰謀を援けたことに関する裁判で、スタークは陪審員の一人を務め、アンドレを有罪にした。
スタークは1778年から1781年の間に3度、北部方面軍の指揮官を務めた。

## 後年
スタークは戦争の残り期間を通じて功績を残した後、デリーフィールドの自分の農園に引退した。スタークが終戦と共に公的生活から真に引退したことで、独立戦争の将軍達の中でもスタークが真の「キンキナトゥス」だと言われてきた。1809年、ベニントンの古参兵が戦いを記念する為に集まった。スターク将軍はこのとき81歳であり、旅行に耐えられない状態だったが、戦友に手紙を送り、その文面は「自由に生きよ、さもなくば死を。死は悪の中でも最大のものではない」と締めくくられていた。「自由に生きよ、さもなくば死を」は1945年にニューハンプシャー州の標語になった。スタークとベニントンの戦いは後にバーモント州ベニントンで高さ306フィート (93 m) のベニントンの戦い記念碑で記念されることになった。
1894年、ニューハンプシャー州はワシントンD.C.アメリカ合衆国議会議事堂の国立彫像ホール・コレクションにスタークの大理石像を寄贈した。

## 歴史的史跡
ニューハンプシャー州デリーの州道28号線（ロッキンガム道路）、レイン道路との交差点直ぐ南、ジョン・スタークの生誕地近くにニューハンプシャー州の歴史標識がある。
実際に家屋があった場所には2つ目の石の標識がある。デリーのロッキンガム道路から東にレイン道路を約半マイル進み、右折してスターク道路に入り、4分の1マイル以内の右側にその標識がある。
スタークの子供時代の家はマンチェスターのエルム通り2000にある。この家はジョンの父であるアーチボルドによって1736年に建てられた。この建物は現在アメリカ独立戦争の娘達モリー・スターク支部が所有している（予約でのみ公開される）。
アメリカ合衆国の多くの場所がジョン・スタークとその妻モリーに因んで名付けられている。下記はその一部である。
- ニューハンプシャー州フォートスターク
- ニューハンプシャー州スターク
- イリノイ州スターク郡
- オハイオ州スターク郡
- インディアナ州スターク郡
- ミシシッピ州スタークビル
- ニューヨーク州スターク
- バーモント州スタークボロ
- バーモント州モリー・スターク州立公園
- ジョン・スターク地域高校、ニューハンプシャー州ウェア

### 一次史料
- Reminiscences of the French War; containing Rogers' Expeditions with the New-England Rangers under his command, as published in London in 1765; with notes and illustrations. : To which is added an account of the life and military services of Maj. Gen. John Stark; with notices and anecdotes of other officers distinguished in the French and Revolutionary wars. -- Concord, N.H. : Published by Luther Roby., 1831.  A copy can be found in the collections of the American Antiquarian Society in Worcester, Massachusetts.
- Reminiscences of the French War with Robert Rogers' journal and a memoir of General Stark.  Freedom, N.H. : Freedom Historical Society, 1988.  OCLC number: ocm18143265.  A copy can be found in the Boston Public Library.
- Gen. John Stark's home farm : a paper read before the Manchester Historic Association October 7, 1903; by Roland Rowell.  A copy can be found in the Boston Public Library.
- Major General John Stark, hero of Bunker Hill and Bennington, 1728-1822; by Leon W. Anderson. [n.p.] Evans Print. Co., c1972.  OCLC number: ocm00709356.  A copy can be found in the Boston Public Library.
- Memoir and official correspondence of Gen. John Stark, with notices of several other officers of the Revolution.  Also a biography of Capt. Phine[h]as Stevens and of Col. Robert Rogers, with an account of his services in America during the "Seven Years' War."  With a new introd. and pref. by George Athan Billias; by Stark, Caleb,  1804-1864.  pub. Boston,  Gregg Press,  1972 [c1860].
- The Papers of John Stark, New Hampshire Historical Society, 30 Park Street, Concord, New Hampshire. An unpublished guide to the collection is available at the Society's library.

### 二次史料
- John Stark, Freedom Fighter; by Robert P. Richmond.  Waterbury, Conn. : Dale Books, 1976.  (Juvenile literature).  A copy can be found in the Boston Public Library.
- Patriots: the men who started the American Revolution; by A.J. Langguth.  New York, Simon & Schuster, 1988. ISBN 0-671-67562-1.
- A New Age Now Begins: A People's History of the American Revolution; by Page Smith.  Vols I and II of VIII.  (Note: vol. II contains the index for both vol. I and vol. II). ISBN 0-07-059097-4
- The ranger service in the upper valley of the Connecticut, and the most northerly regiment of the New Hampshire militia in the period of the revolution : an address delivered before the New Hampshire Society of Sons of the American Revolution at Concord, N.H., April 26, 1900
- State Builders: An Illustrated Historical and Biographical Record of the State of New Hampshire. State Builers Publishing Manchester, NH 1903